# Mikroekspresja
Mikroekspresja – bardzo krótko trwająca, rzędu 50 ms, pełna ekspresja mimiczna, charakterystyczna dla przeżywanej emocji.
Emocje sprzężone są z określoną, uniwersalną mimiką, reakcja mimiczna pojawia się więc automatycznie podczas przeżywania określonej emocji i zwykle upływa pewien krótki czas, zanim jesteśmy w stanie świadomie ją kontrolować. Podczas tego opóźnienia, trwającego około pięćdziesięciu milisekund, zanim zdążymy skontrolować reakcję mimiczną, ujawnia się ona w postaci mikroekspresji.
Paul Ekman „odkrył” mikroekspresje obserwując nagraną na wideo kobietę, która przekonywała swojego lekarza psychiatrę, że powinna dostać przepustkę. Twierdziła, że jej depresja minęła i nie ma już zamiaru popełnić samobójstwa. Kobieta uśmiechała się i sprawiała wrażenie szczęśliwej. Na filmie oglądanym w zwolnionym tempie odkryto jednak, że tuż przed uśmiechem na jej twarzy pojawiał się wyraz smutku, charakterystyczny dla przeżywanej depresji. O tej historii traktuje jeden z odcinków serialu Magia kłamstwa, gdzie jest ona częścią biografii matki głównego bohatera, eksperta od mowy ciała, Cala Lightmana. Dzisiaj wiadomo, że mikroekspresje pojawiają się u większości ludzi. Mikroekspresje są to ewolucyjnie nabyte reakcje występujące u całego gatunku ludzkiego. Mają one duże znaczenie przy wykrywaniu kłamstwa metodą obserwacji mowy ciała.
Mikroekspresje należy odróżnić od ekspresji stłumionych, które trwają dłużej i są zwykle uświadamiane przez nadawcę, a następnie celowo maskowane (np. poprzez przybranie obojętnego wyrazu twarzy). Dzieje się tak wtedy, gdy np. pewna osoba czuje satysfakcję, dowiedziawszy się o jakimś wydarzeniu, ale nie chce jej ujawnić na twarzy. W ekspresjach stłumionych twarz zwykle nie zdąży przybrać pełnego wyrazu mimicznego.
Mikroeskpresje należy także odróżnić od świadomie przybieranych wyrazów mimicznych, które nie ujawniają prawdziwych emocji, ale są rodzajem robienia miny czy zakładaniem maski.
Silvan Tomkins uważany jest za ojca mikroekspresji. Procesy emocjonalne zachodzące wewnątrz ludzi, mają wpływ na ich wygląd zewnętrzny. Tomkins zwracał większość uwagi na mimikę, gdyż 70% mięśni na naszej twarzy nie ma żadnych funkcji (poza ekspresją naszych emocji). Silvan wyciszał głos w telewizorze i obserwował zachowanie polityków. Przewidywał ich relacje emocjonalne. Jego eksperymenty były inspiracją dla badań Paula Ekmana.